# Raymond Saleilles
Raymond Saleilles (Beaune, 14 gennaio 1855 – Parigi, 3 marzo 1912) è stato un giurista francese.

## Biografia
Dopo avere terminato gli studi secondari nella città natale, Raymond Saleilles studiò diritto presso la "Facoltà libera e indipendente dell'Istituto cattolico" di Parigi. Si laureò nel 1884 e superò il concorso a cattedra per l'insegnamento universitario. Fu quindi assegnato alla facoltà di diritto di Grenoble, dove insegnò "Storia del diritto" per un anno accademico.
Nel 1885 venne trasferito alla facoltà di diritto di Digione, presso la quale insegnò  "Storia del diritto" per un decennio e, negli ultimi tre anni, anche Diritto costituzionale.
A Digione Saleilles conobbe François Gény, cui lo legò un rapporto di amicizia e di collaborazione per l'interpretazione del codice civile. Gény gli attribuì il "merito di avere offerto alla scienza giuridica un nuovo metodo, insieme duttile e sperimentale", e, alla sua morte, gli dedicò il primo volume dell'opera Science et technique. Gény inoltre contribuì insieme ad altri autori al volume L'Oeuvre juridique de Raymond Saleilles, pubblicato nel 1914 e contenente un sunto delle pubblicazioni di Saleilles, di cui cercava di porre in risalto il metodo scientifico.
Nel 1895 Saleilles lasciò Digione per insegnare Diritto civile a Parigi, dove tra il 1895 ed il 1898 tenne un corso di Diritto penale comparato. Dal 28 novembre 1898 ottenne la nomina a professore di ruolo di Diritto civile. Grazie alla sua iniziativa, nel 1901 venne istituito un corso di Diritto civile comparato.

## Rinnovo dottrinale del diritto
Fra la fine dell'Ottocento e l'inizio del Novecento nacque in Francia un nuovo movimento dottrinale, una corrente riformatrice che conferiva una dimensione scientifica al diritto, del quale prevedeva uno studio metodico ed un arricchimento attraverso l'apporto della sociologia, della filosofia e del Diritto comparato. Quest'ultimo, di per sé, rappresentava una disciplina nuova. Raymond Saleilles, insieme a François Gény, Marcel Planiol e René Demogue, fu fra i principali promotori di tale innovazione.
Nell'ambito della cultura giuridica francese d'inizio Novecento Saleilles ebbe una posizione preminente, estesa a tutte le branche del Diritto. Saleilles recò importanti contributi sia in materia penale, che nel Diritto civile ed introdusse la nozione di evoluzione nell'interpretazione giuridica: un "Diritto naturale evolutivo" adattabile alle trasformazioni sociali e culturali di un determinato contesto.

## L'apporto giuridico dell'opera di Saleilles
Raymond Saleilles accumulò molteplici conoscenze in materia filosofica, sociologica, storica ed economica. Sensibile alla produzione scientifica straniera, si interessò in special modo al Diritto ed alla dottrina tedeschi, per i quali nutrì molta ammirazione e che costituirono il fondamento di una delle sue opere maggiori, Essai sur les obligations dans le premier projet du Code civile allemand (Saggio sugli obblighi nel primo progetto del codice civile tedesco), pubblicata nel 1901. Tale opera venne considerata innovativa nell'ambito del Diritto privato, in quanto il codice civile tedesco era in grande parte sconosciuto, e ne rese l'autore uno dei maggiori esperti in Diritto civile comparato.
Nel 1898 venne pubblicata L'individualisation de la peine (L'individualizzazione della pena), opera più volte riproposta dagli editori tra il 1908 ed il 2001. In essa Saleilles considerava come la legge scritta includesse disposizioni rigide e poco flessibili rispetto alla necessaria interpretazione dei tribunali ordinari. Precorrendo i tempi, difese l'idea che la pena dovesse essere adeguata al carattere della persona cui era destinata.
Saleilles sviluppò inoltre la teoria del rischio in economia, basata sul fatto che i possibili benefici fossero proporzionali al il rischio assunto, come pure le conseguenze in caso di fallimento. Propose inoltre una nuova visione della giurisprudenza che permettesse un'applicazione flessibile dei testi, e così pure la loro valutazione e modifica.
Nell'opera del 1910 sulla personalità giuridica (De la personnalité juridique), Raymond Saleilles realizzò la sintesi delle idee dei suoi predecessori sul Diritto soggettivo, definendolo a propria volta come "un potere mirato al raggiungimento di uno scopo umano e garantito dalla legge". In opposizione alle teorie sul Diritto naturale, Saleilles sosteneva che il Diritto soggettivo non fosse una facoltà innata dell'uomo libero.
Secondo Saleilles, infatti, in linea con Gény, il Diritto non andava considerata una scienza isolata, fine a se stessa e rinchiusa nei testi o nelle formule, bensì una scienza dei fatti. Il punto di partenza della teoria di Saleilles era la realtà storica, lo studio della quale dimostrava come il Diritto non la precedesse bensì la ratificasse e come esistesse una necessaria concordanza fra le necessità di fatto e le realtà giuridiche. In base a tale teoria, l'autore distingueva fra due ordini di realtà, fra loro strettamente collegate: la realtà giuridica e quella materiale.
Nella critica alle teorie su cui era basata la Dichiarazione dei diritti dell'uomo, Saleilles scrisse che la libertà degli individui rappresentava lo scopo ultimo e non l'origine: la realtà primaria, per Saleilles, era l'essere umano, e il Diritto doveva regolare i rapporti sociali degli individui che appunto vivono nella società. Da tale visione derivava la definizione del Diritto soggettivo, ossia di un potere mirato a soddisfare finalità umane e garantito dalla legge, attivato dalla volontà.
La definizione di Diritto soggettivo era strettamente legata al modo di procedere filosofico e storico di Saleilles. Riprendendo la formula di Jhering, Saleilles affermò che il Diritto è uno scopo superiore con la volontà al proprio servizio. Ne conseguiva che tutto ciò che la legge creava non in relazione diretta con la natura, era destinato a costituire una finzione giuridica.

## Opere
- 1898 - L'individualisation de la peine
- 1901 - De la déclaration de volonté
- 1901 - Essai sur les obligations dans le premier projet du Code civile allemand
- 1910 - De la personnalité juridique